# Bigos

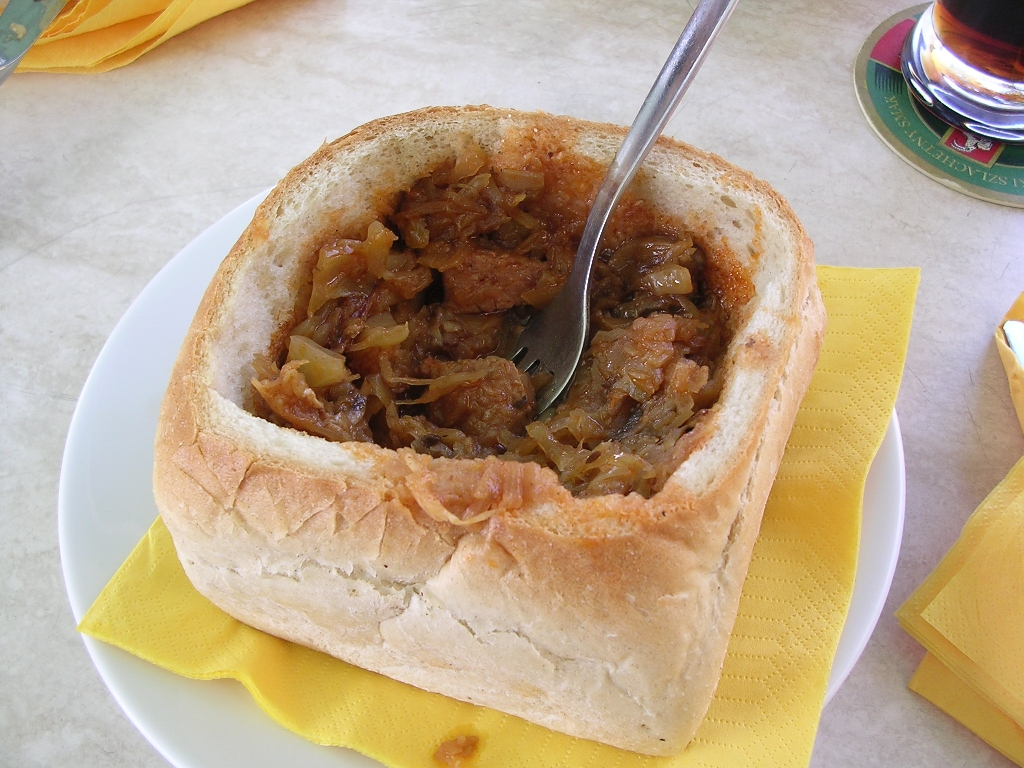
Traditionell polsk bigos

Bigos är en polsk nationalrätt. Den består av surkål, olika sorters kött, korv, viltkött, svamp, lök, lagerblad och hel svart- och vitpeppar samt lite vin. Blandningen kokas ihop på svag värme. Kan ätas kall som varm, som förrätt, vickning eller som huvudrätt.